# Glenariff Bay
Glenariff Bay es una localidad situada en el distrito de Causeway Coast and Glens de Irlanda del Norte (Reino Unido), con una población en 2011 de 168 habitantes.
Se encuentra ubicada al norte de Irlanda del Norte, a poca distancia al norte del lago Neagh —el mayor de las islas británicas— y al noroeste de Belfast —la capital de Irlanda del Norte—, y cerca de la costa del océano Atlántico.